# قضیه کوچک فرما

ضرب های داخلی همسان که یه صورت توان دارای نوشته می گردد(قضیه فرما)

قضیۀ کوچک فرما که برای تمایز آن با قضیۀ آخر فرما به این نام موسوم است، بیان می‌کند اگر یک عدد اول {\displaystyle p} و {\displaystyle a} عددی صحیح باشد که {\displaystyle p\not \mid a}، در این‌صورت {\displaystyle a^{p-1}{\overset {p}{\equiv }}1}.
این قضیه، اساسی برای آزمون اول بودن فرما است. از این قضیه می‌توان دریافت که مرتبۀ هر عدد متباین با {\displaystyle p} به هنگ {\displaystyle p} برابراست با یک. بیانی دیگر از قضیۀ کوچک فرما نیز وجود دارد که بیان می‌کند که اگر {\displaystyle p} عددی اول و {\displaystyle a} عددی صحیح باشد، آنگاه {\displaystyle a^{p}{\overset {p}{\equiv }}a}.

## تاریخچه
پیر دو فرما، اولین بار این قضیه را در ۱۸ اکتبر سال ۱۶۴۰ با دوست و محرم اسرار خود فرانکل بسی (Frénicle de Bessy) مطرح ساخت و بیان کرد:
«وقتی که {\displaystyle p} عدد اول است و {\displaystyle a} نسبت به {\displaystyle p} متباین است، {\displaystyle a^{p-1}-1} بر {\displaystyle p} بخشپذیر است.»
طبق معمول، فرما این ادعا را اثبات نکرد و تنها بیان کرد که این گزاره درست است. نخست لئونارد اویلر در سال ۱۷۳۶ اثباتی برای این قضیه را در مقاله‌ای با عنوان "Theorematum Quorundam ad Numeros Primos Spectantium Demonstratio"، منتشر ساخت. اما مشخص شد که لایب نیتز، اثباتی مشابه را در یک دست‌نوشتۀ منتشر نشده از قبل در حدود سال ۱۶۸۳ انجام داده‌است.
اصطلاح قضیۀ کوچک فرما (Fermat's little theorem) اولین بار در سال ۱۹۱۳ توسط کورت هنسل (Kurt Hensel) استفاده شد.
او بیان کرد:
«یک قضیۀ اساسی وجود دارد که در هر گروه متناهی برقرار است که معمولاً قضیۀ کوچک فرما گفته می‌شود. چرا که فرما اولین فردی بوده‌است که بخش خاصی از آن را اثبات کرده‌است.»
این عبارت اولین بار در انگلیس در مقاله اروین کاپلانسکی با عنوان «تست لوکاس برای اعداد مرسن» بیان شد.
همچنین ریاضی‌دانان چینی نیز به‌طور مستقل فرضیه‌هایی شبیه قضیۀ کوچک فرما را بیان کرده‌اند که معمولاً تحت عنوان فرضیه‌های چینی شناخته می‌شوند.
این فرضیه بیان می‌کند {\displaystyle p} اول است، اگر و فقط اگر {\displaystyle 2^{p}\equiv 2{\pmod {p}}}.
وضوحاً اگر {\displaystyle p} اول باشد {\displaystyle 2^{p}\equiv 2{\pmod {p}}} که این حالتی خاص از قضیۀ فرما است. اما عکس مطلب یعنی اینکه «اگر {\displaystyle 2^{p}\equiv 2{\pmod {p}}} آنگاه p اول است» نادرست است و لذا کل مطلب نادرست است.
این مطلب حدود ۲۰۰۰ سال قبل از آنکه فرما قضیۀ خود را مطرح کند بیان شده‌است.

## برهان
همانطور که گفته شد فرما در ابتدا قضیه را بدون اثبات ذکر کرده‌است و اولین اثبات قضیه را گوتفرید لایبنیتس در یک دست‌نویس بدون تاریخ ارائه داده است. او نوشته است که اثبات قضیه را قبل از سال ۱۶۸۳ می‌دانسته است.
البته قضیه شکل خاصی از قضیه کلیتری موسوم به قضیه اویلر است که با اثبات آن در اصل اثبات قضیه فرما نیز انجام شده‌است اما در این قسمت برهان را مخصوص همین قضیه ارائه می‌دهیم.
مجموعه {\displaystyle A=\{1,2,3,...,p-1\}} را در نظر می‌گیریم و فرض می‌کنیم {\displaystyle a\in \mathbb {Z} } چنان باشد که {\displaystyle p\not |a} .
چون مجموعه A یک دستگاه مخفف مانده‌ها به هنگ p است و a نسبت به p اول است طبق قضیهٔ بزو مجموعه
{\displaystyle B=\{a,2a,3a,...,(p-1)a\}}
نیز یک دستگاه مخفف مانده‌ها به هنگ p است و لذا بنابر تعریف:
{\displaystyle 1.2.3...(p-1)\equiv a.2a.3a...(p-1)a{\pmod {p}}}
پس:
{\displaystyle 1.2.3...(p-1)\equiv [1.2.3...(p-1)]a^{p-1}{\pmod {p}}}
لذا داریم:
{\displaystyle a^{p-1}\equiv 1{\pmod {\frac {p}{(1.2.3...(p-1),p)}}}}
اما چون هر یک از اعداد موجود در A نسبت به p اولند پس حاصل ضربشان نیز نسبت به p اول است و لذا {\displaystyle (1.2.3...(p-1),p)=1}. پس:
{\displaystyle a^{p-1}\equiv 1{\pmod {p}}}
و برهان حکم کامل است. {\displaystyle \blacksquare }

## تعمیم قضیۀ فرما-قضیۀ اویلر
قضیۀ کوچک فرما حالتی خاص از قضیۀ اویلر است که بیان می‌کند که اگر {\displaystyle a} عددی صحیح و {\displaystyle m} عددی طبیعی باشد که {\displaystyle (a,m)=1}، آنگاه:
{\displaystyle a^{\phi (m)}\equiv 1{\pmod {m}}}
به آسانی اگر قرار دهید {\displaystyle m=p} که در آن {\displaystyle p} عددی اول است، قضیۀ فرما به‌دست می‌آید. به‌علاوه، این قضیه به این‌صورت نیز قابل تعمیم است که اگر {\displaystyle p} عددی اول باشد و {\displaystyle n,m} اعدادی طبیعی باشند که {\displaystyle m\equiv n{\pmod {p-1}}}، آنگاه {\displaystyle a^{m}\equiv a^{n}{\pmod {p}}}. این قضیه در تعریف اعداد {\displaystyle {\text{RSA}}} و رمز گذاری کاربرد فراوان دارد.
قضیۀ کوچک فرما در مطالعه اعداد {\displaystyle {\text{RSA}}}، رمزنگاری، آزمون‌های اول بودن و حل معادلات هم‌نهشتی کاربرد فراوان دارد.